# An Cư, An Giang
An Cư là một xã thuộc tỉnh An Giang, Việt Nam.

## Địa lý
Xã An Cư nằm ở trung tâm thị xã Tịnh Biên, có vị trí địa lý:
- Phía đông giáp phường Chi Lăng và các xã Văn Giáo, Vĩnh Trung, Tân Lợi
- Phía tây giáp xã An Nông
- Phía nam giáp xã An Hảo và huyện Tri Tôn
- Phía bắc giáp phường Tịnh Biên và phường An Phú.

Xã An Cư có diện tích 42,24 km², dân số năm 2019 là 8.710 người, mật độ dân số đạt 206 người/km².

## Hành chính
Xã An Cư được chia thành 6 ấp: Bà Đen, Ba Xoài, Chơn Cô, Pô Thi, Vĩnh Thượng, Xoài Chếk.

## Lịch sử
Trước đây, An Cư là một xã thuộc huyện Tịnh Biên.
Ngày 10 tháng 4 năm 2023, thị xã Tịnh Biên được thành lập, xã An Cư thuộc thị xã Tịnh Biên như hiện nay.